# Cooum
Der Cooum (Tamil கூவம் IAST Kūvam [ˈkuːʋʌm]) ist ein rund 65 Kilometer langer Fluss im südindischen Bundesstaat Tamil Nadu.
Der Cooum entspringt bei einem Dorf gleichen Namens im Distrikt Tiruvallur, fließt in östliche Richtung und mündet in der Millionenstadt Chennai (ehemals Madras) in den Golf von Bengalen. Oberhalb von Chennai wird der Fluss durch den Kesavaram-Staudamm zu einem See gestaut. Das Wasser wird für die Versorgung der Stadt Chennai verwendet und die Abflussmenge stark reduziert. Der Flusslauf des Cooum ist schmal und mäandernd. Innerhalb Chennais fließt der Cooum durch das Stadtzentrum und mündet nahe dem Fort St. George ins Meer. In Chennai leben mehrere Tausend Menschen unter prekären Bedingungen in Slums an den Ufern des Cooum.
Der Cooum ist stark versandet und vor allem im Bereich des Stadtgebiets von Chennai hochgradig verschmutzt. Während der Trockenzeit führt der Fluss kaum Wasser und wird praktisch ausschließlich durch ungeklärte Abwässer gespeist. Im Wasser des unteren Flusslaufes ist fast kein Sauerstoff mehr vorhanden, aber hohe Konzentrationen an Schwermetallen. Während der Cooum früher für die Fischerei genutzt wurde, kommen heute wegen der starken Verschmutzung keine Fische in dem Fluss vor. Zurzeit wird ein Projekt von der Weltbank gefördert, das die Wasserqualität verbessern soll.